# Крымскотатарская кухня

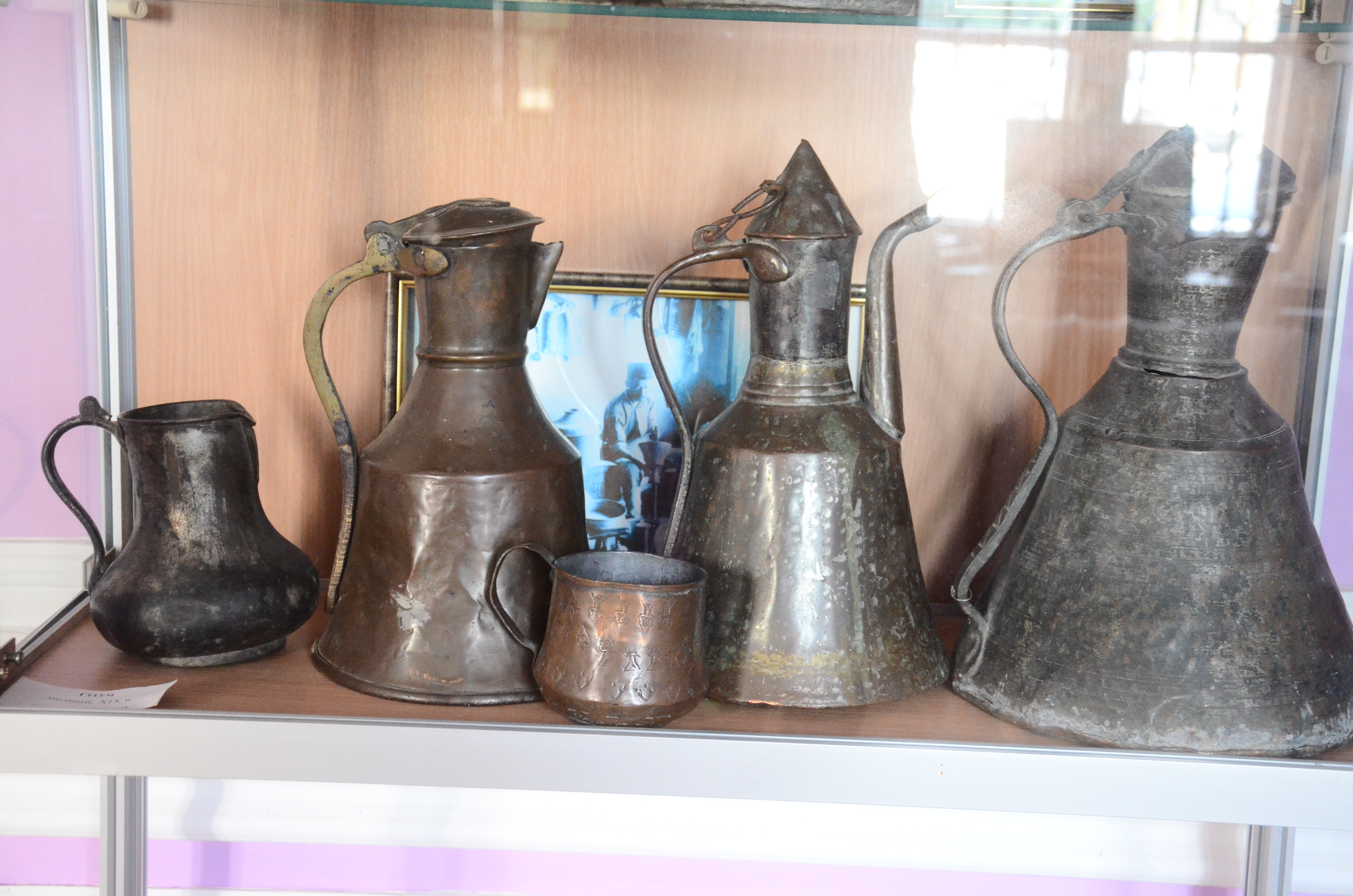

Крымскотатарская кухня (крымскотат. Qırımtatar yemekleri, къырымтатар емеклери, قریمتاتار یمكلری) — национальная кухня крымских татар.
Крымский полуостров, где зарождалась крымскотатарская кухня, богат растительностью, мясом, овощами и фруктами. Крымскотатарская кухня на протяжении долгих лет соприкасалась с культурой Украины, Греции, Италии, Турции, Кавказа и других стран. Также особенности наблюдаются у субэтнических групп. На столе южан часто встречаются овощи, фрукты и рыба, а жители степи любят употреблять мясо-молочные продукты в любом виде и несут за собой огромные кулинарные тайны. Несмотря на всё это, на каждом столе есть место для общенациональных блюд.

## История
С древних времён крымские татары жили в степях, горах и на берегах Чёрного моря. Издавна в основу блюд вошло мясо: конина, баранина, говядина.
После походов крымские татары обычно заготавливали мясо впрок: мясо и субпродукты вялили, сушили, коптили, солили. Издавна излюбленным мясным лакомством татар был къазы — вяленая колбаса из конины. Всё же самыми любимыми оставались блюда из баранины. Позднее появилось птицеводство, но оно так и не заняло ведущего места в хозяйстве.
В XV веке знатный венецианец Амвросий Контарини писал, что основной пищей степных татар была лошадиное мясо и молоко. Распространенным был рис, его путешественник называет «сарацинское пшено», которое варили, а потом заливали кислым молоком. Нередко эту смесь употребляли, высушив на солнце.
Мартин Броневский в 1578 году был свидетелем того, как крымские татары питались кониной, верблюжатиной, говядиной и бараниной. Знатные и богатые вельможи ели хлеб, а простой народ употреблял толчёное пшено, разведённое молоком. Пили кобылье молоко и сыворотку.
В первой половине XVII века доминиканский монах Жан де Люк писал о татарах, живших за Ор-Капу:
Они ели хлеб, сыр, конину, в меньшей степени мясо домашних животных. Гостей угощали мясом жеребёнка.
Гостей ханства не мог оставить равнодушными крымский напиток «буза». Об этом писал в XVII веке Эвлия Челеби:
Здесь делают знаменитую татарскую бузу — кескен вару.
Для назидания эту бузу кладут в платок и несут домой.
Не проливается ни капли.
Вот какая это густая и вкусная, как костный мозг, буза.
Татары, живущие в пяти переходах отсюда, садятся верхом и со словами «выпьем-ка орской бузы!

## Мучные изделия
Разнообразие мучных изделий завораживает, если смотреть на традиционный стол. Наиболее близки для крымскотатарской кухни изделия из кислого (дрожжевого) теста. Без хлеба не проходит ни один обед (обычный или праздничный), он считается священной пищей. Из сдобного теста готовятся также минген-чиберек, тава-локум, янтыкъ (запечённые в печи пирожки в виде лодочки с отверстием посередине, начинённые мясом), пенирли (это янтык, начинённый брынзой) и т. д. Из простого теста готовятся легендарные крымские чебуреки, а также бурма, аяклык-чиберек (чебуреки, запечённые на сковороде без масла, на ЮБК их называют тыгъыз янтык), татараш (изделия, похожие на пельмени, но меньше размером), кашик-шорба (суп с очень маленькими пельмешками, на ЮБК его называют юфах-аш), макарне (мелкие изделия из теста в форме бантиков), салма и многие другие. Из слоенного теста готовят: знаменитое кобете, катмерли-чиберек (изделия в виде полумесяца, с заплетенными краями, начинённое мясом с рисом) и др. Крымскотатарская кухня очень богата изделиями из сдобного и сладкого теста: къурабие, шекер-кыик, чельпек, катлама, кош-теле, пахлава, которые подаются к чаю. Некоторые сдобные изделия — по содержанию и способу приготовления типичные для многих тюркоязычных народов — подвергались дальнейшему усовершенствованию, образуя оригинальные национальные блюда. Наиболее популярны «чебуреки», «шиш-кебаб» из баранины, индейки, слоёные мясные пироги «кобете», «пите», «бурма», «долма-сарма» и многое другое.

## Напитки
Традиционными напитками являются кофе, айран, язма, буза.

## Традиции, обычаи, этикет
Ещё в Крымском ханстве строго придерживались национальных традиций, складывавшихся веками. Особое внимание уделялось культуре и этикету питания. Запрещалось: выбрасывать на землю, отзываться о еде пренебрежительно. Всякая пища, даже самый крошечный кусочек, рассматривалась как Божья благодать. Для гостя считалось бестактным отказываться от угощений, следовало с благодарностью принять их, съесть хотя бы малую часть, иначе могли счесть за неуважение по отношению к хозяину. Также для хозяина было немыслимо и позорно не подать угощения гостю. Знатные вельможи ели хлеб, простой народ — толчённое пшено, разведённое молоком. Пили кобылье молоко и сыворотку. Гостям подавали жеребёнка, в XVII веке это считалось деликатесом. Необходимо отметить, что употребление конины было свойственно жителям причерноморских степей. В самом Крыму, особенно в предгорном и горном, конина не употреблялась.
У крымских татар сложилась особая культура употребления кофе, которая была внесена в Национальный перечень элементов нематериального культурного наследия Украины.